# Anna Aaron
Anna Aaron (* 29. Januar 1985 in Basel; bürgerlich Cécile Meyer) ist eine Schweizer Singer-Songwriterin und Pianistin. Ihre Musik beschrieb Virus als «Folk, dessen Bandbreite von melodisch über düster bis dramatisch reicht».

## Leben und Wirken
Anna Aaron wuchs in England, Asien und Neuseeland auf. Sie studierte Germanistik und Philosophie und begann ihre musikalische Karriere in einer Band. 2009 veröffentlichte sie beim Lausanner Label Two Gentlemen mit der EP I’ll Dry Your Tears Little Murderer ihr Debüt als Solokünstlerin, das sie zusammen mit befreundeten Musikern aufgenommen hatte. Im Februar 2011 folgte die Single King Of The Dogs, mit Airplay unter anderem auf DRS 3. Ihr Debüt-Album, das von Marcello Giuliani produziert wurde und im August 2011 herauskam, trägt den Titel Dogs in Spirit.
2009 und 2010 wurde Aaron für den Basler Pop-Preis des RFV Basel nominiert, 2011 gewann sie ihn schliesslich. Ebenfalls 2010 erhielt sie den Haupt-Förderpreis der RegioSoundCredits.

## Diskografie
- 2009: I’ll Dry Your Tears Little Murderer (EP)
- 2011: King of the Dogs (Single)
- 2011: Dogs in Spirit (Album)
- 2014: Neuro (Album)
- 2019: Pallas Dreams (Album)
- 2020: Heart of Darkness (EP)
- 2022: Gummy (Album)

### Mitwirkung
- 2012 Erik Truffaz Quartet: El Tiempo de la Revolucion, drei Songs